# 마리트 비에르겐
마리트 비에르겐(노르웨이어: Marit Bjørgen, 1980년 3월 21일~)은 노르웨이의 은퇴한 크로스컨트리 스키  선수이며, 지금은 은퇴했다. 2003년 세계 선수권 대회에서 스프린트 부문 우승 이후 세계적인 선수로 활동했다. 2010년 동계 올림픽에서는 15km 추적·개인 스프린트·계주·의 3종목을 석권하는 등 금메달 3개, 은메달 1개, 동메달 1개를 획득하여 이 대회 최다관왕에 올랐다. 동계 올림픽에서 5개의 금메달을 포함해 통산 15개의 메달을 얻었고, 동계 올림픽 역사상 메달을 가장 많이 획득한 선수다. 2017-18 시즌을 마친 2018년 4월 6일, 크로스컨트리를 그만두고 은퇴한다고 발표했다.